# Bombon (Camarines Sur)
Bombon is een gemeente in de Filipijnse provincie Camarines Sur op het eiland Luzon. Bij de laatste census in 2007 had de gemeente ruim 14 duizend inwoners.

## Geografie

### Bestuurlijke indeling
Bombon is onderverdeeld in de volgende 8 barangays:
| - Pagao - San Antonio - San Francisco - San Isidro - San Jose - San Roque - Santo Domingo - Siembre |

## Demografie
Bombon had bij de census van 2007 een inwoneraantal van 14.083 mensen. Dit zijn 1.240 mensen (9,7%) meer dan bij de vorige census van 2000. De gemiddelde jaarlijkse groei komt daarmee uit op 1,28%, hetgeen lager is dan het landelijk jaarlijks gemiddelde over deze periode (2,04%). Vergeleken met de census van 1995 is het aantal mensen met 2.344 (20,0%) toegenomen.

De bevolkingsdichtheid van Bombon was ten tijde van de laatste census, met 14.083 inwoners op 28,73 km², 490,2 mensen per km².